# Jatikuwung (Jatipuro)
Jatikuwung is een bestuurslaag in het regentschap Karanganyar van de provincie Midden-Java, Indonesië. Jatikuwung telt 2773 inwoners (volkstelling 2010).